# Roland Varno
Roland Varno (* 15. März 1908 in Utrecht als Jacob Frederik Vuerhard; † 24. Mai 1996 in Lancaster, Kalifornien) war ein niederländischer Schauspieler. Im Laufe seiner Filmkarriere trat er in seinem Heimatland, Deutschland und den Vereinigten Staaten auf.

## Leben und Karriere
Roland Varno wuchs  auf Java, Teil des damaligen, niederländischen Kolonialreichs in Südostasien, auf, ehe er in seine Heimat zurückkehrte und erste berufliche Erfahrungen als Zeichner bei der Zeitung Het Vaderland sammelte. Mit 20 verließ er seine Heimat, um in Deutschland sein Glück als Schauspieler zu versuchen. Noch im selben Jahr 1928 gab er sein Kinodebüt in dem Stummfilm Der erste Kuß an der Seite von Anny Ondra. Es folgten mehrere Filme in Deutschland, in welchen Varno meist problematische Jugendliche darstellte. 1930 war er in Der blaue Engel als frecher Gymnasiast Lohmann an der Seite von Emil Jannings und Marlene Dietrich zu sehen. Er war zu diesem Zeitpunkt ebenfalls für die Hauptrolle in Im Westen nichts Neues im Gespräch, Varnos Schiff in die Vereinigten Staaten geriet allerdings auf dem Atlantik so ins Stocken, dass die Rolle an Lew Ayres ging. Dennoch sollte er ab 1932 regelmäßig in den Vereinigten Staaten drehen. Eine seiner frühen Rollen dort hatte er an der Seite von Greta Garbo in Wie Du mich wünschst. Mitte der 1930er-Jahre drehte Varno einige Filme in den Niederlanden, ehe er wieder nach Hollywood zurückkehrte. Hier blieben viele seiner Filmrollen allerdings eher kleiner Natur, nur in B-Movies wie Mystery Sea Raider oder Three Faces West spielte er nennenswerte Nebenrollen.
Im Zweiten Weltkrieg arbeitete Varno, der mehrere Sprachen beherrschte, für das Office of Strategic Services. Zugleich spielte er kleinere und größere Rollen, oft als Nationalsozialist, in Propagandafilmen gegen die Nazis. Mitte der 1940er-Jahre erreichte seine Hollywood-Karriere einen kleinen Höhepunkt, als er in Filmen wie Mein Name ist Julia Ross mit Heldenrollen betraut wurde. In den Bela-Lugosi-Horrorfilmen The Return of the Vampire und Scared to Death übernahm Varno ebenfalls größere Aufgaben. Schon Ende der 1940er-Jahre wurden Varnos Filmrollen allerdings wieder kleiner. Ab den 1950er-Jahren drehte er auch für das Fernsehen, ebenfalls war er häufig für Radiohörspiele tätig. Seine letzte Filmrolle hatte er 1957 neben Errol Flynn im Kriminalstreifen Istanbul (1957), seine letzte Fernsehrolle 1959 in 77 Sunset Strip.
In späteren Jahren arbeitete er unter anderem an englischsprachigen Theatern in Mexiko. Roland Varno hatte zwei Kinder aus einer geschiedenen Ehe, darunter den Drehbuchautor Martin Varno (1936–2014). Roland Varno starb 1996 im Alter von 88 Jahren im kalifornischen Lancaster.

## Filmografie (Auswahl)
- 1928: Der erste Kuß
- 1929: Ein kleiner Vorschuß auf die Seligkeit
- 1929: Zwischen vierzehn und siebzehn – Sexualnot der Jugend
- 1929: Jugendtragödie
- 1930: Der blaue Engel
- 1931: Der Mann, der seinen Mörder sucht
- 1932: Arsene Lupin, der König der Diebe (Arsene Lupin)
- 1932: Wie Du mich wünschst (As You Desire Me)
- 1934: Het meisje met de blauwe hoed
- 1936: Three Live Ghosts
- 1937: Maria Walewska (Conquest)
- 1937: Quality Street
- 1937: Finale in St. Petersburg (The Emperor’s Candlesticks)
- 1938: Der große Walzer (The Great Waltz)
- 1939: Aufstand in Sidi Hakim (Gunga Din)
- 1939: Balalaika
- 1940: Mystery Sea Raider
- 1940: Three Faces West
- 1941: Blutrache (The Corsican Brothers)
- 1941: The Devil Pays Off
- 1942: Sein oder Nichtsein (To Be or Not to Be)
- 1942: Sabotageauftrag Berlin (Desperate Journey)
- 1943: Hitler’s Children
- 1943: Hostages
- 1943: Aufstand in Trollness (Edge of Darkness)
- 1943: Einsatz im Nordatlantik (Action in the North Atlantic)
- 1943: Die Rückkehr der Vampire (The Return of the Vampire)
- 1944: Our Hearts Were Young and Gay
- 1944: The Unwritten Code
- 1945: Paris Underground
- 1945: Mein Name ist Julia Ross (My Name is Julia Ross)
- 1947: Scared to Death
- 1948: Brief einer Unbekannten (Letter from an Unknown Woman)
- 1948: Akt der Gewalt (Act of Violence)
- 1949: Kesselschlacht (Battleground)
- 1951: Der Rächer von Casamare (Mask of the Avenger)
- 1952/1953: Space Patrol (Fernsehserie, 2 Folgen)
- 1954: Der wahnsinnige Zauberkünstler (The Mad Magician)
- 1955: Die Hölle von Dien Bien Phu (Jump into Hell)
- 1957: Istanbul
- 1959: 77 Sunset Strip (Fernsehserie, Folge 1x32)